# Vụ đánh bom kép Mogadishu tháng 10 năm 2022
Vụ đánh bom kép Mogadishu tháng 10 năm 2022 diễn ra vào ngày 29 tháng 10 năm 2022, ít nhất 100 người đã thiệt mạng và 300 người bị thương do một vụ đánh bom kép ở thủ đô Mogadishu, Somalia. Tổng thống của quốc gia này, Hassan Sheikh Mohamud đã cáo buộc nhóm thánh chiến người Sunni al-Shabaab thực hiện vụ tấn công. Vụ đánh bom đã đánh dấu đánh dấu vụ tấn công đẫm máu nhất ở Somalia kể từ sau vụ đánh bom cũng tại nơi này vào ngày 14 tháng 10 năm 2017, tại cùng một ngã ba.

## Bối cảnh
Al-Shabaab là một nhóm thánh chiến Salafi theo chủ nghĩa Hồi giáo chính thống của Somalia, bắt đầu nổi dậy vào năm 2006. Họ thường xuyên thực hiện các cuộc tấn công ở Somalia, cũng như ít thường xuyên hơn ở Ethiopia, Kenya và Uganda. Vào tháng 8 năm 2022, al-Shabaab tấn công một khách sạn ở Mogadishu, giết chết 21 người. Sau đó, Tổng thống Hassan Sheikh Mohamud nói rằng ông sẽ tiến hành "cuộc chiến toàn diện" với al-Shabaab. Vào ngày 23 tháng 10 năm 2022, nhóm chiến binh đã giết chết 9 người tại một khách sạn ở Kismayo. Các vụ đánh bom ở Mogadishu xảy ra vào một ngày khi tổng thống, thủ tướng và các quan chức cấp cao khác thảo luận về việc chống lại al-Shabaab.

## Đánh bom
Vào lúc 14 giờ, vụ nổ đầu tiên đã tấn công vào Bộ Giáo dục nước này, gần ngã ba Zobe và một trường học. Giao lộ là nơi xảy ra một vụ đánh bom chết người vào tháng 10 năm 2017. Vụ nổ kéo theo một cột khói lớn. Vụ nổ thứ hai xảy ra vài phút sau đó khi xe cứu thương đến nơi xảy ra vụ nổ đầu tiên. Vụ nổ thứ hai xảy ra vào giờ ăn trưa đông đúc bên ngoài một nhà hàng. Cả hai vụ nổ đều làm vỡ cửa sổ của các tòa nhà gần đó. Ngay sau khi các vụ đánh bom xảy ra, một vụ nổ súng tại Bộ Giáo dục gần đó đã được báo cáo. Một nhân viên của Aamin Ambulance cho biết, vụ nổ thứ hai đã làm cháy xe cứu thương khi họ đang vận chuyển thương vong. Một tài xế và một nhân viên sơ cứu bị thương. Nhiều thường dân trên các phương tiện giao thông công cộng đã chết.
Một số người bị thương đã được điều trị tại Bệnh viện Erdoğan. Tại bệnh viện Medina, ít nhất 30 thi thể đã đến nơi và người thân có thể nhận dạng được họ. Công đoàn Phóng viên Somali nói rằng một phóng viên truyền hình nằm trong số những người thiệt mạng vì vụ nổ thứ hai. Một phóng viên Somali của Đài Tiếng nói Hoa Kỳ và một phóng viên ảnh của Reuters đã bị thương.

## Hậu quả
Sau khi thăm khu vực bị ảnh hưởng, Tổng thống Hassan Sheikh Mohamud nói trong một tuyên bố: "Những người bị thảm sát của chúng tôi... bao gồm những bà mẹ với đứa con của họ trên tay, những người cha mắc bệnh, những sinh viên đang còn đi học, những doanh nhân,... đã phải vật lộn với cuộc sống". Mặc dù không ai thừa nhận đã thực hiện các vụ tấn công, nhưng ông cáo buộc al-Shabaab, một nhóm chiến binh Hồi giáo thường không nhận trách nhiệm về các sự kiện thương vong hàng loạt, chịu trách nhiệm cho các vụ đánh bom. Ông đã yêu cầu cộng đồng quốc tế cung cấp vật tư y tế và bác sĩ, kêu gọi công chúng hiến máu tại các bệnh viện và hứa sẽ chi trả tiền giáo dục miễn phí cho các nạn nhân và trẻ em của các cuộc tấn công al-Shabaab vừa qua. Ông cũng ra lệnh cho chính phủ cấp cứu những người bị thương.

## Phản ứng

### Các tổ chức thế giới
Liên minh châu Phi lên án các cuộc tấn công và nhấn mạnh "tầm quan trọng" của "cuộc tấn công quân sự đang diễn ra nhằm làm suy giảm thêm al-Shabaab". Phái bộ Liên hợp quốc tại Somalia đã tweet lời chia buồn và lên án "cuộc tấn công này là tàn ác".

### Quốc tế
Chính phủ Qatar lên án vụ tấn công là "khủng bố" và bày tỏ lời chia buồn. Vương quốc Ả-rập Xê-út gửi lời cảm thông cao nhất tới người dân và chính phủ Somali. Sau vụ tấn công, Thổ Nhĩ Kỳ lên án vụ đánh bom là "kinh khủng". Bộ trưởng Ngoại giao Vương quốc Anh James Cleverly đã lên án vụ tấn công bằng "những điều kiện mạnh mẽ nhất có thể" và nhắc lại sự ủng hộ của chính phủ đối với chính phủ Somali chống lại những kẻ khủng bố. Hoa Kỳ lên án "vụ đánh bom kép hèn nhát ở Mogadishu" và nói: "Khi al-Shabaab thua trên chiến trường, nó tiếp tục tấn công những công dân Somali vô tội".